# 歪紅樹蜆
歪紅樹蜆（学名：Geloina expansa）为花蜆科紅樹蜆屬下的一个种。
WoRMS認為紅樹蜆是本物種的異名。

## 外部連結
- 維基物種上的相關：歪紅樹蜆